# Paradamoetas changuinola
Paradamoetas changuinola är en spindelart som beskrevs av Cutler 1982. Paradamoetas changuinola ingår i släktet Paradamoetas och familjen hoppspindlar. Inga underarter finns listade i Catalogue of Life.